# Auguste Papendieck
Auguste Johanne Papendieck (* 13. Oktober 1873 in Bremen; † 13. Februar 1950 in Bremen) war eine deutsche Töpferin.

## Biografie
Papendieck war die älteste Tochter des bremischen Großkaufmanns Carl Christian Papendieck (1842–1904) und dessen Ehefrau Hermine Papendieck geb. Bünemann. Von 1889 bis 1890 lebte sie in einem Mädchenpensionat in Arolsen. Nach dem Besuch der Höheren Töchterschule studierte sie von 1900 bis 1903 Malerei in München und in Königsberg. Die Töpferei erlernte sie von 1905 bis 1907 in Berlin und an der Keramischen Fachschule Bunzlau. In Berlin besuchte sie auf Anregung des Erfinders Marcello Pirani als Gasthörerin 1905 das Technisch-Chemische Institut der Technischen Hochschule (Berlin-)Charlottenburg, um die chemisch-technischen Prozesse der Materialien zu studieren. Sie sammelte auch praktische Erfahrungen durch Hospitationen im Bremer Staatslabor.
Sie war in verschiedenen Töpfereibetrieben, u. a. in Schlesien und Bremen, tätig, bevor sie 1911 in Bremen-Horn, Ortsteil Achterdieck, eine eigene keramische Werkstatt einrichtete. 1912 legte sie vor der Gewerbekammer in Bremen als erste Frau die Meisterprüfung ab.
Papendieck schuf bedeutende kunstgewerbliche Arbeiten, die in zahlreichen Ausstellungen gezeigt wurden. Ihre Vasen, Schalen und Töpfe entstanden auch nach Vorbildern der ostasiatischen Kunst. Den umfangreichsten Bestand ihrer Arbeiten besitzt das Focke-Museum Bremen; weiterhin sind ihre Arbeiten u. a. in Berlin, Düsseldorf, Den Haag, Hamburg, Kopenhagen, Leipzig und Mannheim zu finden.
Auguste Papendieck liegt auf dem Riensberger Friedhof in Bremen-Schwachhausen begraben.

## Ehrungen
Ein 1966 von der Sparkasse Bremen gestifteter Preis zur Förderung des zeitgenössischen Kunsthandwerks trägt seit 1976 den Namen Auguste-Papendieck-Preis. Bis 1998 wurde er alle zwei Jahre für Bremen und sein Umland ausgeschrieben, seit 2000 richtet er sich an Kunsthandwerker aus Bremen, Niedersachsen und den vier östlichen niederländischen Provinzen - inzwischen wurde die Auslobung des  Preises eingestellt, nachdem er zuletzt 2015 vergeben worden war.